# Баталури (Јаломица)
Баталури (рум. Bataluri) насеље је у Румунији у округу Јаломица у општини Албешти. Oпштина се налази на надморској висини од 57 m.

## Становништво
Према подацима из 2002. године у насељу је живело 39 становника, од којих су сви румунске националности.